# Grand Prix Formule 1 van Zweden 1975
De Grand Prix Formule 1 van de Zweden 1975 werd gehouden op 8 juni 1975 op de Scandinavian Raceway.

## Uitslag
| Positie | Nr | Rijder                | Team            | Ronden | Tijd/Opgave    | Startplaats | Punten |
| ------- | -- | --------------------- | --------------- | ------ | -------------- | ----------- | ------ |
| 1       | 12 | Niki Lauda            | Ferrari         | 80     | 1:59:18.319    | 5           | 9      |
| 2       | 7  | Carlos Reutemann      | Brabham-Ford    | 80     | + 6.288        | 4           | 6      |
| 3       | 11 | Clay Regazzoni        | Ferrari         | 80     | + 29.095       | 12          | 4      |
| 4       | 27 | Mario Andretti        | Parnelli-Ford   | 80     | + 44.380       | 15          | 3      |
| 5       | 28 | Mark Donohue          | Penske-Ford     | 80     | + 1:30.763     | 16          | 2      |
| 6       | 23 | Tony Brise            | Hill-Ford       | 79     | + 1 Ronde      | 17          | 1      |
| 7       | 3  | Jody Scheckter        | Tyrrell-Ford    | 79     | + 1 Ronde      | 8           |        |
| 8       | 1  | Emerson Fittipaldi    | McLaren-Ford    | 79     | + 1 Ronde      | 11          |        |
| 9       | 5  | Ronnie Peterson       | Lotus-Ford      | 79     | + 1 Ronde      | 9           |        |
| 10      | 32 | Torsten Palm          | Hesketh-Ford    | 78     | Geen benzine   | 21          |        |
| 11      | 26 | Alan Jones            | Hesketh-Ford    | 78     | + 2 Ronden     | 19          |        |
| 12      | 4  | Patrick Depailler     | Tyrrell-Ford    | 78     | + 2 Ronden     | 2           |        |
| 13      | 14 | Bob Evans             | BRM             | 78     | + 2 Ronden     | 23          |        |
| 14      | 20 | Damien Magee          | Williams-Ford   | 78     | + 2 Ronden     | 22          |        |
| 15      | 6  | Jacky Ickx            | Lotus-Ford      | 77     | + 3 Ronden     | 18          |        |
| 16      | 18 | John Watson           | Surtees-Ford    | 77     | + 3 Ronden     | 10          |        |
| 17      | 30 | Wilson Fittipaldi Jr. | Fittipaldi-Ford | 74     | + 6 Ronden     | 25          |        |
| NF      | 16 | Tom Pryce             | Shadow-Ford     | 53     | Spin           | 7           |        |
| NF      | 21 | Ian Scheckter         | Williams-Ford   | 49     | Band           | 20          |        |
| NF      | 22 | Vern Schuppan         | Hill-Ford       | 47     | Transmissie    | 26          |        |
| NF      | 8  | Carlos Pace           | Brabham-Ford    | 41     | Spin           | 6           |        |
| NF      | 17 | Jean-Pierre Jarier    | Shadow-Ford     | 38     | Motor          | 3           |        |
| NF      | 9  | Vittorio Brambilla    | March-Ford      | 36     | Transmissie    | 1           |        |
| NF      | 2  | Jochen Mass           | McLaren-Ford    | 34     | Oververhitting | 14          |        |
| NF      | 24 | James Hunt            | Hesketh-Ford    | 21     | Remmen         | 13          |        |
| NF      | 10 | Lella Lombardi        | March-Ford      | 10     | Benzinesysteem | 24          |        |

## Statistieken
| Pole-position | Vittorio Brambilla | March-Ford | 1:24.630 |
| Snelste ronde | Niki Lauda         | Ferrari    | 1:28.267 |

## Noot
- Dit was het debuut voor de Britse coureur Damien Magee.
- Eerste pole position voor Vittorio Brambilla.
- Dit was de 25ste podiumplaats voor een Zwitserse coureur.
- Vijfde Grand Prix-winst voor Niki Lauda.

1933 · 1973 · 1974 · 1975 · 1976 · 1977 · 1978